# Alloeopage velata
Alloeopage velata är en fjärilsart som beskrevs av W. Warren 1897. Alloeopage velata ingår i släktet Alloeopage och familjen mätare. Inga underarter finns listade i Catalogue of Life.